# Rhododendron jiewhoei
Rhododendron jiewhoei är en ljungväxtart som beskrevs av Graham Charles George Argent. Rhododendron jiewhoei ingår i släktet rododendron, och familjen ljungväxter. Inga underarter finns listade i Catalogue of Life.